# Лебедева, Галина Владимировна
Гали́на Влади́мировна Ле́бедева (20 июня 1938, Москва — 12 июля 2014, Москва) — русская детская писательница, поэтесса и сценаристка. По сказке «Как Маша поссорилась с подушкой» в 1977-м году создан одноимённый мультфильм. В 1985-м году по мотивам сказки «Приключения Огуречной Лошадки» снят мультфильм «Огуречная лошадка».

## Биография
Родилась в Москве 20 июня 1938 году. Отец был работником посольства. Мать учила Галину читать с самых ранних лет и быстро обнаружила у дочери литературные способности: стихи и сказки девушка начала писать в 8 лет. На формирование её вкуса, на мировоззрение повлиял переезд семьи заграницу, в командировку: конце сороковых ей довелось жить в красивой благополучной Финляндии, в Мариехамн. 
После школы поступила в Литературный институт им. А.М. Горького, который закончила в 1960 году. Работала в газете Первого часового завода. После рождения дочки устроилась воспитательницей в детский сад и 20 лет посвятила педагогической деятельности. Вела литературный клуб на Воробьевых горах, где преподавала этику и литературу. Вопреки таланту в писательстве, точные науки, особенно математика, давались Галине с большим трудом.

## Творчество
После окончания института Галина Лебедева пишет книжки «Как Маша поссорилась с подушкой», (была переведена на 50 языков, а прототипом героини стала первая дочь Галины), «Баня», «Муравьиная страна», «Капитан», «Счастливое гнездо». По мотивам её сказок сняты мультфильмы «Как Маша поссорилась с подушкой», «Огуречная Лошадка», «Случай с бегемотом». 
Её творчество легло в основу аудиоспектаклей «Артисты» (в соавторстве с Екатериной Ждановой), «Поросячьи хвостики», «Как Маша поссорилась с подушкой». Последняя сказка также стала спектаклем для детей, её ставят в кукольных театрах. Писательница сама начитывала свои сказки и стихи для аудиоверсий, выходивших на кассетах и CD. Также работала актрисой озвучивания: её голосом рассказаны и прочитаны многие проекты компании «Твик-Лирек».

Автор обладает редким даром серьёзно и доверительно, без назидательности говорить с ребятами о самом главном, помогая понять и осмыслить окружающий их мир. И стихи, и проза Галины Лебедевой исполнены выдумки, юмора, написаны рукой уверенного мастера - не только талантливы, но и всегда профессиональны.
— писатель Лидия Либединская

### Мультфильмы (сценарист)
- 1977 — Как Маша поссорилась с подушкой;
- 1985 — Огуречная лошадка;
- 1988 — Случай с бегемотом.